# La esfinge maragata
La esfinge maragata (1914) es una de las primeras obras de la escritora española Concha Espina, gracias a la cual obtuvo el Premio Fastenrath de la Real Academia Española. Está ambientada en la Maragatería, comarca de la provincia de León (España).

## Argumento
Trata del sacrificio de Florinda (Mariflor) Salvadores, que marcha con su abuela al pueblo de Valdecruces (seudónimo de Castrillo de los Polvazares en la novela), mientras su padre tiene que emigrar. En su viaje en tren se enamora del poeta Rogelio Terán y es correspondida, pese a tener acordado previamente un matrimonio con su primo Antonio, que resolvería la ruina familiar. La miseria de la región impresiona a Mariflor: los hombres abandonan sus casas; Marinela ingresará en un convento como una salida desesperada a su situación; otras como ella misma se ven obligadas a aceptar matrimonios de conveniencia pactados por sus familiares. El cura don Miguel, comprensivo, acoge a Rogelio, pero este terminará abandonando a su novia, y Mariflor, resignada a su desdicha, aceptará a Antonio.

## Adaptación al cine
En 1950 Antonio de Obregón adaptó la obra al cine en una película de título homónimo protagonizada por Paquita de Ronda, Luis Peña, Juan José Martínez Casado, Juan de Landa y Carmen Reyes.